# Зал славы научной фантастики и фэнтези
Зал славы научной фантастики и фэнтези (англ. Science Fiction and Fantasy Hall of Fame) — награда за деятельность и произведения в жанре научной фантастики или фэнтези.
Под произведениями понимаются не только литературные работы, но и работы в жанре кино, телевидения и т. п. Присуждается ежегодно с 1996 года как ныне живущим авторам, так и посмертно. С 2004 года процесс присуждения регулируется сотрудниками EMP Museum (Сиэтл, штат Вашингтон, США).

## Список лауреатов
- 1996: Джек Уильямсон; Альфред ван Вогт; Джон Вуд Кэмпбелл; Хьюго Гернсбек
- 1997: Андре Нортон; Артур Кларк; Герберт Уэллс; Айзек Азимов
- 1998: Хол Клемент; Фредерик Пол; Кэтрин Мур; Роберт Хайнлайн
- 1999: Рэй Брэдбери; Роберт Силверберг; Жюль Верн; Абрахам Меррит
- 2000: Пол Андерсон; Гордон Диксон; Теодор Старджон; Эрик Фрэнк Рассел
- 2001: Джек Вэнс; Урсула Ле Гуин; Альфред Бестер; Фриц Лейбер
- 2002: Сэмюэль Дилэни; Майкл Муркок; Джеймс Блиш; Уоллхейм, Дональд Аллен[англ.]
- 2003: Такер, Уилсон[англ.]; Кейт Вильгельм; Деймон Найт; Эдгар Райс Берроуз
- 2004: Олдис, Брайан; Гарри Гаррисон; Шелли, Мэри; Смит, Эдвард Элмер
- 2005: Спилберг, Стивен; Дик, Филип Киндред; Боунстелл, Чесли; Харрихаузен, Рэй
- 2006: Лукас, Джордж; Герберт, Фрэнк; Фрис, Фрэнк Келли; Маккефри, Энн
- 2007: Эмшвиллер, Эд; Родденберри, Джин; Скотт, Ридли; Вулф, Джин
- 2008: Баллантайн, Йен[англ.] и Баллантайн, Бетти[англ.]; Гибсон, Уильям; Пауэрс, Ричард Майкл[англ.]; Серлинг, Род
- 2009: Ферман, Эдвард Льюис[англ.]; Уэлан, Майкл; Пауль, Фрэнк Рудольф; Уиллис, Конни
- 2010: Октавия Батлер; Ричард Мэтисон; Дуглас Трамбулл; Роджер Желязны
- 2011: Ди Фейт, Винсент[англ.]; Дозуа, Гарднер; Харлан Эллисон; Жан Жиро
- 2012: Джо Холдеман; Джеймс Типтри-младший; Джеймс Кэмерон; Вёрджил Финлэй
- 2013: Ханс Гигер; Меррил, Джудит[англ.]; Джоанна Расс; Дэвид Боуи; Дж. Р. Р. Толкин
- 2014: Фрэнк Фразетта; Хаяо Миядзаки; Ли Брэкетт; Олаф Стэплдон; Стэнли Кубрик
- 2015: Ганн, Джеймс Эдвин; Мельес, Жорж; Шёнхерр, Джон[англ.]; Курт Воннегут; Джек Гоэн[2]
- 2016: Терри Пратчетт; Дуглас Адамс; «Звёздный путь»; «Бегущий по лезвию»[3]
  - В честь двадцатилетия музея в зал славы были дополнительно включены двадцать творцов и творений[3].
  - Творцы: Маргарет Этвуд; Кит Дэвид; Гильермо Дель Торо; Терри Гиллиам; Джим Хенсон; Джек Кирби; Мадлен Л’Энгл; Клайв Льюис; Говард Лавкравт; Леонард Нимой; Джордж Оруэлл; Румико Такахаси; Джон Уильямс
  - Творения: «Космическая одиссея 2001 года»; Dungeons & Dragons; «Матрица»; Myst; «Принцесса-невеста»; Чудо-женщина; «Секретные материалы»;
- 2017: Джоан Роулинг; Стэн Ли; «The Legend of Zelda»; «Баффи — истребительница вампиров»[4]
- 2018: Нил Гейман; Вонда Макинтайр; «Доктор Кто»; Magic: The Gathering
- 2020: Тед Чан; Д. К. Фонтана; «Звёздные войны»; «Хранители»[5]
- 2021: Нишель Николс; Сигурни Уивер; Годзилла; «Путешествие на Луну»[6]
- 2023: Джон Карпентер; Нора К. Джемисин; «Дюна»; «Шоу ужасов Рокки Хоррора»[7]
- 2024: Ннеди Окорафор; Никола Гриффит; «Чёрная пантера»; «Жемчуг дракона»[8]